# Küçükkonakgörmez, Haymana
Küçükkonakgörmez là một xã thuộc huyện Haymana, tỉnh Ankara, Thổ Nhĩ Kỳ. Dân số thời điểm năm 2011 là 73 người.